# Светско првенство у рагбију 2003.
Светско првенство у рагбију 2003. (службени назив: 2003 Rugby World Cup) је било пето светско првенство у рагбију 15 које се одржало у Аустралији.
Првенство је трајало од 10. октобра 2003. до 22. новембра 2003. Рагби репрезентација Енглеске ушла је у анале историје рагбија, јер је постала прва селекција из Европе, која је скинула скалп великој тројци са јужне хемисфере (Аустралија, Нови Зеланд, Јужноафричка Република) и освојила по први пут титулу светског првака.
Најбољи енглески рагбиста свих времена, генијални Џони Вилкинсон био је кључни играч у тиму "црвених ружа". Његов дроп гол у последњим моментима великог финала, донео је Енглеској победу над Аустралијом 20:17. Захваљујући овом чувеном моменту, Вилкинсон је постао идол милионима енглеских дечака, па се причало да је на острву, постао популарнији чак и од познатог фудбалера Дејвида Бекама.
Енглеска се тако реванширала Аустралији за пораз у финалу светског првенства 1991. Успех Енглеза је утолико већи, јер су почетком 2003., освојили и гренд слем у купу шест нација. Са друге стране Аустралија, Нови Зеланд и ЈАР никада нису успели исте године да освоје и титулу светског првака и титулу првака јужне хемисфере.

## Избор домаћина
Првобитна идеја је била да Аустралија и Нови Зеланд заједно организују ово светско првенство. Ипак због сукоба рагби савеза Новог Зеланда са светском рагби федерацијом, Аустралија је сама организовала светско првенство у рагбију 2003. Занимљиво је да је домаћин првог светског првенства 1987., био Нови Зеланд, али су се неки мечеви играли и у Аустралији. Овог пута свих 48 утакмица одигране су у Аустралији.

## Квалификације
8 репрезентација је обезбедило учешће, захваљујући пласману у четвртфинале на претходном светском првенству, одржаном у Велсу 1999. Осталих 12 репрезентација су избориле своје учешће кроз квалификације. Међу 81 репрезентацијом која је узела учешће у квалификацијама, била је и репрезентација СР Југославије. У баражу је Тонга савладала Јужну Кореју, а САД је била боља од Шпаније.
| Регион                              | Квалификације |
| ----------------------------------- | ------------- |
| Европа                              | 8             |
| Јужна Америка                       | 2             |
| Северна, Централна Америка и Кариби | 2             |
| Азија                               | 1             |
| Африка                              | 2             |
| Океанија                            | 5             |

### Репрезентације које су се квалификовале
На светском првенству у рагбију 2003. је укупно учествовало 20 репрезентација, а то су:
| Африка - Јужноафричка Република - Намибија Северна Америка, Средња Америка и Кариби - Канада - САД Јужна Америка - Аргентина - Уругвај | Азија - Јапан Европа - Енглеска - Француска - Ирска - Велс - Шкотска - Италија - Грузија - Румунија | Океанија - Аустралија - Нови Зеланд - Фиџи - Самоа - Тонга |

## Стадиони
Утакмице светског првенства у рагбију 2003., играле су се на 11 стадиона широм Аустралије:
- Стадион Аустралија - 83.500
- Стадион Доклендс - 56.347
- Стадион Санкорп - 52.500
- Стадион Субијако - 42.922
- Стадион Сиднеј фудбал - 42.500
- Аделејд Овал - 33.597
- Виловс спортски комплекс - 26.500
- Стадион Канбера - 25.011
- Стадион Централ коуст -20.059
- Јорк Парк - 19.891
- Волонгоунг Шоуграунд - 18.484

## Групе
Група А
- Аустралија
- Ирска
- Аргентина
- Румунија
- Намибија

Група Б
- Француска
- Шкотска
- Фиџи
- Сједињене Америчке Државе
- Јапан

Група Ц
- Енглеска
- Јужноафричка Република
- Самоа
- Уругвај
- Грузија

Група Д
- Нови Зеланд
- Велс
- Италија
- Канада
- Тонга

## Такмичење по групама
20 најбољих рагби репрезентација света, биле су подељене у 4 групе. Две најбоље пласиране репрезентације су ишле у четврфинале. По 4 бода добијало се за победу, 2 бода за нерешено, 0 бодова за пораз, 1 бонус бод за 4 или више постигнутих есеја на једној утакмици и 1 бонус бод за пораз мањи од 8 поена разлике.
Једна од најбољих утакмица била је између Аустралије и Ирске у групи А. "Валабиси" су победили 17:16. Ирска је у тој групи освојила друго место, захваљујући победи над Аргентином 16:15. Француска је у групи Б, демолирала све противнике, укључујући и другопласирану Шкотску. У групи Ц, Енглеска је освојила прво место, са убедљивом поен разликом 255:47. У групи Д, само је Велс пружио иоле озбиљнији отпор моћним новозеландским "Ол блексима".
Група А
Аустралија - Аргентина 24:8
Ирска - Румунија 45:17
Аргентина - Намибија 67:14
Аустралија - Румунија 90:8
Ирска - Намибија 64:7
Аргентина - Румунија 50:3
Аустралија - Намибија 142:0
Аргентина - Ирска 15:16
Намибија - Румунија 7:37
Аустралија - Ирска 17:16
Група Б
Француска - Фиџи 61:18
Шкотска - Јапан 32:11
Фиџи - САД 19:18
Француска - Јапан 51:29
Шкотска - САД 39:15
Фиџи - Јапан 41:13
Француска - Шкотска 51:9
Јапан - САД 26:39
Француска - САД 41:14
Шкотска - Фиџи 22:20
Група Ц
ЈАР - Уругвај 72:6
Енглеска - Грузија 84:6
Самоа - Уругвај 60:13
ЈАР - Енглеска 6:25
Грузија - Самоа 9:46
ЈАР - Грузија 46:19
Енглеска - Самоа 35:22
Грузија - Уругвај 12:24
ЈАР - Самоа 60:10
Енглеска - Уругвај 111:13
Група Д
Нови Зеланд - Италија 70:7
Велс - Канада 41:10
Италија - Тонга 36:12
Нови Зеланд - Канада 68:6
Велс - Канада 27:20
Италија - Канада 19:14
Нови Зеланд - Тонга 91:7
Италија - Велс 15:27
Канада - Тонга 24:7
Нови Зеланд - Велс 54:37

## Елиминациона фаза
Међу најбољих 8 репрезентација нашло се 5 селекција из Европе и 3 са јужне хемисфере. Нови Зеланд је избацио Јужноафричку Републику, али је у полуфиналу елиминисан од Аустралије, која је у четврт-финалу избацила Шкотску. Енглеска је до финала дошла тако што је елиминисала Велс, па Француску, која је била боља од Ирске. Бронзану медаљу освојила је репрезентација Новог Зеланда, након победе над Француском. У великом финалу, после продужетака и лавовске борбе, Енглеска је победила Аустралију.
Четрвртфинале
Нови Зеланд - Јужноафричка Република 29:9
Аустралија - Шкотска 33:16
Ирска - Француска 21:43
Енглеска - Велс 28:17
Полуфинале
Нови Зеланд - Аустралија 10:22
Енглеска - Француска 24:7
Меч за бронзану медаљу
Нови Зеланд - Француска 40:13
Финале
Енглеска - Аустралија 20:17
| Аустралија | 17 – 20 | Енглеска |
| ---------- | ------- | -------- |
|            |         |          |

| Шампион Света у рагбију 2003. |
| ----------------------------- |
| Енглеска 1. титула            |

## Награде и статистика
Најбољи поентер
Џони Вилкинсон - 113 поена
Највише постигнутих есеја
Милс Мулијајна, Даг Хаулет - 7 есеја
Највише погођених пенала
Џони Вилкинсон - 23 пенала
Репрезентација која је постигла највише есеја
Нови Зеланд - 52 есеја